# Corynactis carnea
Corynactis carnea är en korallart som beskrevs av Studer 1878. Corynactis carnea ingår i släktet Corynactis och familjen Corallimorphidae. Inga underarter finns listade i Catalogue of Life.